# Alapajevsk
Alapajevsk (rusky Алапаевск) je město ve Sverdlovské oblasti v Rusku. Leží na východní straně středního Uralu, při ústí Alapajchy do Nějvy (povodí Obu), 160 km od Jekatěrinburgu, 1847 km od Moskvy. Ve městě strávil část svého dětství hudební skladatel Petr Iljič Čajkovskij; v domě, kde žil, je instalováno jeho muzeum spolu s expozicí hudebních nástrojů. Nachází se zde největší dětský domov na Urale.

## Počet obyvatel
Vývoj počtu obyvatel v posledních padesáti letech udává graf níže.

## Průmysl
Alapajevsk je jedno z nejstarších center železářské metalurgie na Uralu (první podnik zde byl postaven v roce 1704). První zmínka o něm pochází z roku 1639, městem se oficiálně stal v roce 1781. Je znám svými povrchovými doly a četnými podniky, ale poslední metalurgický závod zde byl zavřen na počátku 90. let 20. století.

## Doprava
Město je železničním uzlem tratí Jekatěrinburg – Nižnij Tagil – Alapajevsk a Jekatěrinburg – Arťomovskij – Alapajevsk – Serov. Vybudována byla silnice Alapajevsk – Murzinka – Petrokamenskoje, jež spojuje město s Nižním Tagilem. Kromě toho v Alapajevsku začíná v současnosti největší úzkokolejná železniční trať v Rusku.

## Poprava příslušníků carské rodiny

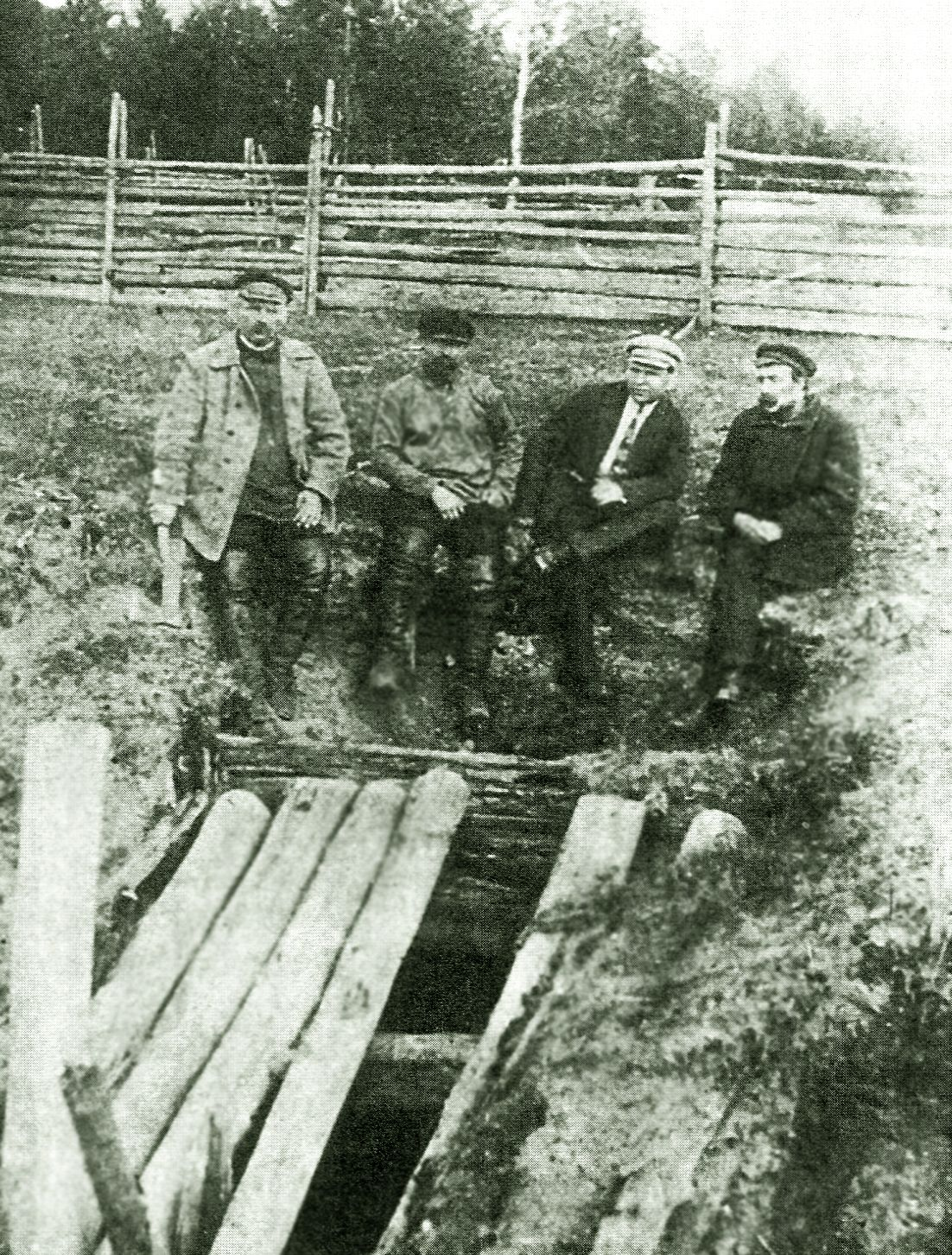
Alapajevská šachta

Město je neblaze proslulé i jako místo násilné smrti příslušníků carské rodiny: v červenci roku 1918 zde byli bolševiky zavražděni velkokněžna Jelizaveta Fjodorovna (později svatořečená) a její tajemnice, řeholnice Varvara Jakovlevová, velkokníže Sergej Michajlovič a jeho tajemník Fjodor Remez, knížata imperátorské krve Ivan Konstantinovič, Konstantin Konstantinovič a Igor Konstantinovič a kníže Vladimir Pavlovič Palei.
Vězňové byli do Alapajevska převezeni z Jekatěrinburgu v červenci roku 1918 a byli zde zavřeni v budově základní školy. V noci na 18. července roku 1918, den poté, co bolševici zavraždili cara Mikuláše II. a jeho rodinu, byli zabiti i tito členové carské rodiny. Podle Vasilije Rjabova, očitého svědka události, vrahové vtrhli v noci do školy, kde věznění spali, a řekli jim, že budou převezeni na bezpečnější místo. Poté jim zavázali oči a spoutali ruce. Všichni poslechli, pouze velkokníže Sergej Michajlovič odmítl s tím, že ví, že je povezou na popravu. Podvolil se teprve poté, co byl střelen do paže. Vězňové dostali příkaz jít se zavázanýma očima a spoutanýma rukama po deskách až k ústí šachty dolu, Sergej opět jako jediný neuposlechl, vrhl se na ozbrojence a byl zastřelen. Všechny ostatní ozbrojenci udeřili do hlavy, živé svrhli do šachty. Do jámy za nimi hodili dva granáty, aby destruovali šachtu a živé i mrtvé zasypali. Když byla později těla z šachty vytažena, bylo zjištěno, že některé oběti pád přežily a umíraly dlouze v důsledku zranění, žízně a hladu. Zranění knížete Ivana bylo ovázáno kusem Jelizavetina roucha. Rolníci z okolí vyprávěli, že několik dní se z šachty ozýval zpěv modliteb.
Vedle budovy školy dodnes roste jabloň, kterou měla podle ústního lidového podání zasadit svatá velkokněžna Jelizaveta Fjodorovna.